# 王惠 (弘治進士)
王惠（1464年—1525年），字吉甫，號迂斋，浙江寧波府慈谿縣人，民籍，明朝政治人物。

## 生平
成化十九年（1483年）癸卯科浙江鄉試第三十六名舉人。弘治三年（1490年）中式庚戌科會試第一百五十二名，二甲第四十四名進士。次年授工部营缮司主事，督臨清砖厂，七年改任刑部湖廣司主事，尋遷廣東司员外郎，十二年遷廣西司郎中，父喪去官，除喪，改陕西司，十六年丁母憂。再起，改山西司。正德二年（1507年）任江西九江府知府，六年正月考察以不謹閑住。家居十余年，嘉靖四年卒，享年六十二。

## 家族
曾祖王頤；祖父王璡；父王東溪，義官。母陳氏。具慶下。四子：王言、王玄、王京、王高。女婿翰林修撰姚淶、舉人袁在。孫王天保、王天慶、王天佑。